# 莫羅維爾 (堪薩斯州)
莫羅維爾（英語：Morrowville）是一個位於美國堪薩斯州華盛頓縣的城市。

## 地方資料
根據2020年美國人口普查的數據，莫羅維爾的面積為0.37平方千米，當中陸地面積為0.37平方千米，而水域面積為0.00平方千米。當地共有人口114人，而人口密度為每平方千米308.11人。